# Niebieskie lato
Niebieskie lato (hiszp. Verano azul) – młodzieżowy serial telewizyjny hiszpański z 1981 roku. Składał się z dziewiętnastu 55-minutowych odcinków, wyreżyserowanych przez Antonio Mercero.
W samej Hiszpanii serial przyciągnął przed ekrany ponad 20 milionów widzów. Emitowany w polskiej telewizji w połowie lat 80. XX-wieku. Był także emitowany przez telewizje krajów takich jak Portugalia, Angola, Chorwacja i Bułgaria.
Serial opowiada o przygodach grupy nastoletnich przyjaciół podczas wakacji w hiszpańskim mieście Nerja na wybrzeżu Costa del Sol w południowej Hiszpanii. Przedstawiał zupełnie nowe i niespotykane wartości takie jak hipisowski styl życia.